# Bartosz Fraszko
Bartosz Fraszko (* 26. Oktober 1995 in Toruń) ist ein polnischer Eishockeyspieler, der seit 2020 erneut beim GKS Katowice in der Polska Hokej Liga unter Vertrag steht. Sein Vater Adam war ebenfalls polnischer Erstligaspieler.

## Karriere

### Club
Bartosz Fraszko begann seine Karriere als Eishockeyspieler beim MKS Sokoly Toruń, wo er alle Jugendmannschaften durchlief. In der Saison 2013/14 sammelte er mit dem SMS Sosnowiec, der Mannschaft der Nachwuchsakademie des polnischen Verbandes, in der zweitklassigen I liga erste Erfahrungen im Erwachsenenbereich. In der Saison 2014/15 spielte er für KS Cracovia erstmals in der Polska Hokej Liga. Dort spielte er ab 2015 auch für den KS Toruń aus seiner Heimatstadt. 2017 wechselte er zum GKS Katowice, für den er seither mit Ausnahme der Saison 2019/20, als er nochmals nach Toruń zurückgekehrt war, spielt. Mit den Schlesiern wurde er 2022 und 2023 Polnischer Meister.

### International
Für Polen nahm Fraszko im Juniorenbereich an der U18-Weltmeisterschaft der Division I 2013 sowie den U20-Weltmeisterschaften der Division I 2014 und 2015 teil.
Im Seniorenbereich stand er erstmals bei der Weltmeisterschaft der Division I 2023, als den Polen erstmals seit dem Abstieg 2002 die Rückkehr in die Top-Division gelang, im Aufgebot seines Landes.

## Erfolge und Auszeichnungen
- 2022 Polnischer Meister mit dem GKS Katowice
- 2023 Polnischer Meister mit dem GKS Katowice
- 2023 Aufstieg in die Top-Division bei der Weltmeisterschaft der Division I, Gruppe A

## PHL-Statistik
(Stand: Ende der Spielzeit 2022/23)